# Смолийчук, Виктор Петрович
Виктор Петрович Смолийчук (укр. Віктор Петрович Смолійчук; 3 июня 1995, Озеряны — 14 марта 2023, Богдановка) — украинский военнослужащий, солдат, участник российско-украинской войны. Герой Украины (2025, посмертно).

## Биография
Родился 3 июня 1995 года в селе Озеряны Дубенского района Ровненской области. Окончил школу в селе Княгинин, затем получил высшее образование во Львовском национальном университете имени Ивана Франко. После окончания университета работал на производстве в селе Варковичи на Ровенщине.
С началом полномасштабного вторжения России в Украину в 2022 году добровольно вступил в территориальную оборону Варковицкой сельской общины, а вскоре был мобилизован в состав Вооружённых сил Украины. Служил стрелком штурмовой роты 710-й бригады охраны Государственной специальной службы транспорта.
Погиб 14 марта 2023 года в бою возле села Богдановка Донецкой области. Похоронен в родном селе Озеряны.

## Награды
- Звание «Герой Украины» с удостоением ордена «Золотая Звезда» (20 января 2025, посмертно) — за личное мужество и героизм, проявленные в защите государственного суверенитета и территориальной целостности Украины, верность военной присяге[2].
- Орден «За мужество» III степени (1 мая 2023, посмертно) — за личное мужество и самоотверженные действия, проявленные в защите государственного суверенитета и территориальной целостности Украины, верность военной присяге[3].